# Montagny (Savoia)
Montagny és un municipi francès situat al departament de la Savoia i a la regió d'Alvèrnia-Roine-Alps. L'any 2007 tenia 589 habitants.

## Demografia

### Població
El 2007 la població de fet de Montagny era de 589 persones. Hi havia 256 famílies de les quals 90 eren unipersonals (45 homes vivint sols i 45 dones vivint soles), 61 parelles sense fills, 81 parelles amb fills i 24 famílies monoparentals amb fills.
La població ha evolucionat segons el següent gràfic:
Habitants censats

### Habitatges
El 2007 hi havia 484 habitatges, 257 eren l'habitatge principal de la família, 171 eren segones residències i 56 estaven desocupats. 377 eren cases i 106 eren apartaments. Dels 257 habitatges principals, 202 estaven ocupats pels seus propietaris, 46 estaven llogats i ocupats pels llogaters i 9 estaven cedits a títol gratuït; 4 tenien una cambra, 14 en tenien dues, 54 en tenien tres, 61 en tenien quatre i 124 en tenien cinc o més. 193 habitatges disposaven pel capbaix d'una plaça de pàrquing. A 119 habitatges hi havia un automòbil i a 103 n'hi havia dos o més.

### Piràmide de població
La piràmide de població per edats i sexe el 2009 era:
| Homes | Edats   | Dones |
| ----- | ------- | ----- |
| 0     | 95 o +  | 0     |
| 0     | 90 a 94 | 0     |
| 0     | 85 a 89 | 8     |
| 0     | 80 a 84 | 0     |
| 4     | 75 a 79 | 8     |
| 28    | 70 a 74 | 12    |
| 20    | 65 a 69 | 20    |
| 16    | 60 a 64 | 4     |
| 4     | 55 a 59 | 16    |
| 8     | 50 a 54 | 12    |
| 24    | 45 a 49 | 20    |
| 28    | 40 a 44 | 8     |
| 36    | 35 a 39 | 16    |
| 36    | 30 a 34 | 40    |
| 16    | 25 a 29 | 16    |
| 4     | 20 a 24 | 16    |
| 4     | 15 a 19 | 8     |
| 20    | 10 a 14 | 16    |
| 20    | 5 a 9   | 40    |
| 36    | 0 a 4   | 20    |

## Economia
El 2007 la població en edat de treballar era de 383 persones, 304 eren actives i 79 eren inactives. De les 304 persones actives 296 estaven ocupades (171 homes i 125 dones) i 8 estaven aturades (1 home i 7 dones). De les 79 persones inactives 18 estaven jubilades, 20 estaven estudiant i 41 estaven classificades com a «altres inactius».

### Ingressos
El 2009 a Montagny hi havia 275 unitats fiscals que integraven 632 persones, la mediana anual d'ingressos fiscals per persona era de 18.401,5 €.

### Activitats econòmiques
Dels 36 establiments que hi havia el 2007, 1 era d'una empresa de fabricació d'altres productes industrials, 19 d'empreses de construcció, 1 d'una empresa de transport, 3 d'empreses d'hostatgeria i restauració, 2 d'empreses d'informació i comunicació, 3 d'empreses de serveis, 6 d'entitats de l'administració pública i 1 d'una empresa classificada com a «altres activitats de serveis».
Dels 19 establiments de servei als particulars que hi havia el 2009, 2 eren paletes, 4 guixaires pintors, 8 fusteries, 2 lampisteries, 2 electricistes i 1 restaurant.
L'any 2000 a Montagny hi havia 6 explotacions agrícoles.

## Equipaments sanitaris i escolars
El 2009 hi havia una escola elemental.

## Poblacions properes
El següent diagrama mostra les poblacions més properes.